# Charlotte Epstein
Charlotte „Eppie“ Epstein (* September 1884 in New York City, New York; † 1938) ist als die „Mutter des Frauenschwimmens in Amerika“ bekannt.  Sie gründete die Women’s Swimming Association (WSA) und trainierte die olympische Schwimmmannschaft der Frauen in den Jahren 1920, 1924 und 1928.
Epstein wurde 1884 in New York City geboren und arbeitete als Stenographin, als sie 1917 gemeinsam mit ihren Mitarbeiterinnen beschloss, dass Schwimmen gut wäre, um etwas Bewegung zu machen.
1920 gründete sie den Frauenschwimmverein (Women’s Swimming Association, WSA) und wurde dafür bekannt, dass sie zu einer Zeit, als Frauensport noch weitgehend unbekannt war und Sport für das Wohlbefinden von Frauen als nicht zuträglich empfunden wurde, den gesundheitlichen Nutzen von Schwimmübungen propagierte.
Epstein trainierte in den 1920er Jahren die amerikanischen Schwimmerinnen und führte viele von ihnen zu Olympiasiegen.  Die von ihr betreuten Schwimmerinnen – „Eppie’s Swimmers“ genannt – gewannen 30 Meisterschaften und stellten 52 Weltrekorde auf.
In ihrem Frauenschwimmverein lernte auch Gertrude Ederle schwimmen.  Ederle war die erste Frau, die den Ärmelkanal durchschwamm (1926), wobei sie die Bestzeit der Herren um mehr als 2 Stunden unterbot.